# Kaarster See
Der Kaarster See ist ein durch Kiestagebau entstandener Baggersee in Kaarst östlich von Mönchengladbach. Er besteht aus einem großen und einem kleinen See.

## Lage
Beide Seen sind durch einen Damm voneinander getrennt, den jedoch ein kurzer Verbindungskanal durchbricht, so dass beide Wasserflächen miteinander verbunden sind. Der See erstreckt sich südlich der unmittelbar angrenzenden A 52 über mehr als einen Kilometer vor allem in west-östlicher Richtung und bildet zusammen mit einer Gruppe von etwa 20 kleineren und größeren Seen nahe der Stadt Kaarst die Kaarster Seenplatte. Etwa 1 km östlich des Kaarster Sees befindet sich der Bahnhof Kaarster See als westlicher Endpunkt der Strecke Neuss–Kaarst. Sie wird von der S 28 in Richtung Düsseldorf befahren und ist Eigentum der Regiobahn GmbH. Die Bahnstrecke ist zwischen Kaarst und Viersen stillgelegt; ihre Trasse verlief südlich der Kaarster Seenplatte.
Der große See misst gut 18 Hektar bei bis zu 19 Metern Tiefe und dient vier dort ansässigen Sportvereinen zum Angeln, Segeln, Surfen und Tauchen.
Der kleine See ist schon seit 1984 ein rund fünf Hektar großer und maximal sechs Meter tiefer Badesee. Er wird wie der große See vom Grundwasser durchströmt und erfüllt die Anforderungen der Badegewässerrichtlinie der Europäischen Union.
Die Seen bilden zusammen mit den umgebenden knapp 16 Hektar Landflächen ein rund 4 Quadratkilometer großes Naherholungsgebiet, das dem Landschaftsschutz unterliegt. Es bietet Badegästen am kleinen See gut einen Hektar Kies- und Sandstrand, fast zwei Hektar Liegewiese sowie zwei Hektar Strauch- und Pflanzenfläche. Um den großen See herum führen zwei Kilometer Spazierwege. Neben Wasservögeln, Krebsen, Schnecken und Muscheln sind im Kaarster See 14 Fischarten anzutreffen. Es sind Hechte, Zander, Flussbarsche, Kaulbarsche, Aale, Welse, Rotaugen, Rotfedern, Brassen, Schleien, Karpfen, Döbel anzutreffen.
Der Kaarster See wird seit 1938 vom Sportfischerverein Kaarst fischereilich bewirtschaftet.
Das Naherholungsgebiet Kaarster See wird seit 1992 von den "Kreiswerken Grevenbroich" des Rhein-Kreises Neuss betrieben.